# Dravski Dvor
Dravski Dvor – wieś w Słowenii, w gminie Miklavž na Dravskem polju. W 2018 roku liczyła 626 mieszkańców.